# Kálvária tér
A Kálvária tér a Magdolna, Losonci és Orczy városrészek között található tér Budapest 8. kerületében. Nagy, hosszúkás terület központi részét foglalja el.

## Története
A tér nevét a 18. századtól itt állt Kálvária adta. Az 1740-es évektől Calvarien Platz, 1874-től Kálvária tér, majd 1957–1991 között Kulich Gyula nevét viselte.

### Nevezetes épületei
- A 6. szám alatt több színház, sőt mozi is működött:
  - 1913-tól Józsefvárosi Színpad: augusztus 13-án még a Baross utca 127. szám alatt, Micsei F. György igazgatásával nyílt meg, amely azonban még abban az évben mozivá alakult.[3]
  - 1913–1933: Kálvária-téri mozgó: A bérházakba épülő mozitípusok belenőttek az utcafronton sorakozó üzletsorba.[4]
  - 1933–1949: Józsefvárosi Színház: Erdélyi Mihály bérelte és alakította át 548 ülőhelyes színházzá a termet. Elsősorban operetteket (többek között a bérlő saját műveit) adtak, de tartottak itt szerzői estet (Feld Mátyás), vendégszerepelt a Komédia Orfeum, 1944 áprilisában pedig a frontszínház is. Megfordultak falai között például: Bulla Elma, Déry Sári, Fedák Sári, Csikós Rózsi, Neményi Lili, Békeffi István, Bicskey Károly, Bilicsi Tivadar, Feleki Kamill és Makláry Zoltán is. 1949-ben a színházat államosították.[3][5]
  - 1949–1950: Állami Bányász Színház: Horváth Ferenc vezetésével a bányavidékek színházi igényeinek ellátását hivatott ellátni a társulat, amelynek budapesti játszóhelye volt az épület. Műsorán elsősorban prózai előadások mellett operettek is szerepeltek. 1950 őszén Honvéd Színház néven alakult újjá, kibővült és a Honvédség Házába költözött.[6][7]
  - 1954–1959: Budapest Varieté: Szenes Iván – és így az Országos Cirkusz és Varieté Vállalat kezelésében – és Karádi Béla rendező vezetése alatt látványos kabaré-varieté műsort játszott nagy sikerrel a kabarészínészek színe-javával, mint például Csonka Endre vagy Kabos László.[8]
  - 1963-tól Állami Déryné Színház
  - 1978–1988: Népszínház (Józsefvárosi Színháza): a Déryné Színház és a 25. Színház egyesülésével jött létre. Gyurkó László igazgató mellé a kecskeméti Katona József Színház akkori igazgatóját, Ruszt Józsefet nevezték ki művészeti vezetőnek, azonban nézeteltéréseik miatt négy év után új igazgatót választottal az intézmény élére. Miszlay István társulatába tartozott például: Andai Györgyi, Pécsi Ildikó, Szerencsi Éva, Tóth Judit, Vándor Éva, Beregi Péter, Cs. Németh Lajos.
  - 1991–1998: a Budapesti Kamaraszínház két, majd három játszóhelyének egyike. A színház három vezetője ebben az időszakban Szűcs Miklós, Csizmadia Tibor és Böhm György voltak. A színház 1998-ban leadta legnagyobb (ekkor 320 ülőhelyes) játszóhelyét, és tavasszal megnyitotta a Tivoli Színházat.[9]
  - 2001–2008: Városi Színház: az átnevezett játszóhelyet Jeles András és Halász Péter vette át. Az elképzelés egy kísérleti közösségi színház volt, posztgraduális színészképzéssel, azonban a remélt támogatások elmaradtak, s egy év után előbb Jeles hagyta el a színházat,[10][11] 2004 után a teátrum teljesen üresen maradt, 2006-ban az önkormányzat felmondta a szerződést, és pert kezdett a működtetővel. Ideiglenesen a Bárka Színház használta próbahelyiségnek, ám igazi gazdája nem volt, a helyiség használhatatlanná vált.[12] Ekkor az önkormányzat nyilvános pályázatot írt ki.[13]
  - 2009-től a Ruttkai Éva Színház,[14]
  - 2014 szeptemberétől az addig vándortársulatként működő Turay Ida Színház található meg itt.

- 8. szám Pecz Samu által apjának, Pecz Árminnak tervezett, vásárcsarnok-szerű, Zsolnay-majolikákkal díszített bérház.

## Fordítás
- Ez a szócikk részben vagy egészben  a   Kálvária tér című francia Wikipédia-szócikk fordításán alapul.  Az eredeti cikk szerkesztőit annak laptörténete sorolja fel. Ez a jelzés csupán a megfogalmazás eredetét és a szerzői jogokat jelzi, nem szolgál a cikkben szereplő információk forrásmegjelöléseként.